# Stefan Huber
Stefan Huber est un joueur de football suisse né le 14 juin 1966 à Zurich. Il possède également le passeport italien, obtenu en 1999 grâce à sa femme qui est italienne.

## Biographie
Formé à Unterstrass, Stefan Huber devient, en 1984, la doublure de Martin Brunner, gardien de l’équipe de Suisse, au Grasshopper. Il y reste quatre ans, ne jouant que des matchs de préparations et avec l’équipe espoirs. En 1988, il est alors transféré au Lausanne-Sports, avec l’insistance de l’entraîneur Umberto Barberis, qui le décrit comme un chat entre ses poteaux. Il y trouve comme entraîneur des gardiens l’ancien portier Erich Burgener. Il remplace à Lausanne le Genevois Jean-Claude Milani, parti à Nantes.
Il est appelé pour la première fois en équipe de Suisse par Uli Stielike en octobre 1989. Il doit néanmoins attendre le mois de février 1991 pour jouer son premier match avec l’équipe de Suisse, face aux États-Unis, après avoir connu plusieurs blessures qui l’ont freiné dans sa progression.
Alors qu’il se trouve au sommet de son art, Stefan Huber se blesse gravement au genou en novembre 1991, lors d’un match contre la Roumanie, qui l’éloigne longtemps des terrains et de l’équipe de Suisse et se retrouve un temps sans club, avant que le club lausannois n’accepte de le reprendre. En juin 1993, il est prêté par le Lausanne-Sport au FC Bâle.
En mars 1994, il est à nouveau sélectionné en équipe de Suisse par Roy Hodgson, où il remplace Joël Corminboeuf, blessé. Il se retrouve ensuite en concurrence avec Martin Brunner pour le poste de troisième gardien de l’équipe de Suisse de football à la Coupe du monde 1994, derrière Marco Pascolo et Stefan Lehmann. Il se retrouve néanmoins évincé à la dernière minute.
En 1999, sept ans après un match contre la France, Stefan Huber dispute un match avec l’équipe de Suisse. En juin 1999, il quitte le FC Bâle pour s’engager avec Grasshopper ; le gardien des Sauterelles, Pascal Zuberbühler faisant le chemin inverse. Au cours de la saison 2000-2001, il fête son premier et seul titre de champion de Suisse, même s’il se retrouve détrôné, sur la fin, par le jeune Liechtensteinois Peter Jehle. Il met un terme à sa carrière en 2002.